# Franz-Josef Trouvain
Franz-Josef Trouvain (* 17. August 1926; † 20. Juni 2017) war ein deutscher Ökonom. Trouvain war Chefvolkswirt der Deutschen Bank AG von 1971 bis 1989.

## Leben
Trouvain leistete Kriegsdienst bei der Luftwaffe und geriet in sowjetische Kriegsgefangenschaft. Anschließend studierte er Rechts- und Wirtschaftswissenschaften an der Philipps-Universität Marburg. 1957 wurde er mit einer Arbeit über das Kapitalmarktförderungsgesetz zum Dr. rer. pol. promoviert.
Franz-Josef Trouvain wurde für die Deutsche Bank in Frankfurt am Main tätig, zunächst als Assistent von Hermann Josef Abs, später in der volkswirtschaftlichen Abteilung der Deutschen Bank; ab 1971 deren Chefvolkswirt. Er war langjähriger Vorsitzender der volkswirtschaftlichen Beiräte der Bundesvereinigung der Deutschen Arbeitgeberverbände (BDA) und des Bundesverbandes deutscher Banken (BdB). Er engagierte sich zudem als Politikberater unter anderem in Ungarn bei der Reform des Bankwesens. 1990 ging er in den Ruhestand, sein Nachfolger in der Bank wurde Norbert Walter.
Trouvain war seit 1950 Mitglied der katholischen Studentenverbindung K.D.St.V. Palatia Marburg im CV.

## Schriften
- Mindestreserven und Ausgleichsforderungen bei den Volksbanken, Institut f. Genossenschaftswesen Marburg 1954
- Das Kapitalmarktförderungsgesetz, Marburg 1957
- Staatsverschuldung, P.S.K. Wien 1984